# Bistum Cuautitlán
Das Bistum Cuautitlán (lat.: Dioecesis Cuautitlanensis, span.: Diócesis de Cuautitlán) ist eine in Mexiko gelegene römisch-katholische Diözese mit Sitz in Cuautitlán.

## Geschichte

Kathedrale

Das Bistum Cuautitlán wurde am 5. Februar 1979 durch Papst Johannes Paul II. mit der Apostolischen Konstitution Conferentia Episcopalis Mexicana aus Gebietsabtretungen der Bistümer Tlalnepantla und Texcoco  errichtet. Es ist dem Erzbistum Tlalnepantla als Suffraganbistum unterstellt.
Am 9. Juni 2014 wurden Gebietsanteile zur Errichtung des Bistums Izcalli abgetreten.

## Bischöfe von Cuautitlán
- Manuel Samaniego Barriga, 1979–2005
- Guillermo Ortiz Mondragón, 2005–2021
- Efraín Mendoza Cruz, seit 2022

## Einzelnachweis
1. ↑  Ioannes Paulus II: Const. Apost. Conferentia Episcopalis Mexicana, AAS 71 (1979), n. 10, S. 331f.